# رجل الايسكريم (فلم)
رجل الايسكريم (فيلم) (بالإنجليزية: Ice Cream Man) هو فيلم كوميدي مرعب أمريكي أنتج في عام 1995 من إخراج نورمان ابستين وبطولة كلينت هوارد، يحكي الفيلم قصة رجل مختل عقليًا خرج من مستشفى الأمراض النفسية وعمل كبائع مثلجات ويفتتح مصنع مثلجات ويقوم باستخدام اللحم البشري في صنع المثلجات.

## الأحداث
في إحدى الضواحي الأمريكية في الخمسينيات، شاهد الشاب غريغوري ثيودور صانع المثلجات المحلي المشهور، المعروف باسم «ملك الآيس كريم» ، يُقتل في إطلاق نار من مركبة. ما سبب له صدمة نفسية، وبعد خروجه من مستشفى الأمراض النفسية، تولى غريغوري إدارة أعمال صانع المثلجات المشهور بنفسه واصفًا نفسه بأمير الآيس كريم، واستخدم شاحنة البائع السابق ومصنعه دون علم الناس، يقوم غريغوري بوضع مكونات غريبة جدًا في المثلجات الذي يصنعها مثل الحشرات والدم وأجزاء الجسم.
في إحدى الليالي، قتل غريغوري كلبًا تمتلكه الممرضة وارتون - وهي الذي قامت مع أحد الحراس بمعالجته من صدمة طفولته. في نفس الليلة، اختفى روجر، وهو صبي من الحي، شك الأطفال الآخرون بأن غريغوري هو المسؤول بعد أن شاهدوا شخصية غريغوري المخيفة وتصرفاته الغريبة، لكن الشرطة والناس يرفضون تصديق الأطفال. يوافق الأطفال جوني وهيذر وتونا على التجمع والبحث عن روجر بأنفسهم. وبعد فترة وجيزة، اختفى صبي آخر يعرف باسم بول الصغير. لم يتمكن الأطفال في البداية من إيجاد دليل يثبت أن غريغوري الفاعل، وتصر الشرطة على عدم تصديقهم. يتذكر غريغوري ذكريات الماضي عن معاملته السيئة في مصحة الأمراض النفسية، ويتذكر غريغوري كيف قُتل بائع المثلجات السابق أمام عينيه، ويزور قبره في ساعات غريبة ومتأخرة من الليل. مع تعمق الأطفال أكثر، يكتشفون أن غريغوري قد اختطف بالفعل روجر وبول الصغير، وحبسهما في قفص في متجر المثلجات. يُظهر بول الصغير اهتمامًا بتجارب غريغوري ومهامه فيقوم غريغوري بأخذه للعمل معه في المصنع.
يقوم اثنان من المحققين بالتحقيق في مستشفى الأمراض النفسية، ويتبين أن الكل فيها وحتى العاملين والإدارة والأطباء مجانين، وتصدق الشرطة الأطفال فيما يتعلق بجنون غريغوري، وتستعد للبحث عن روجر وبول الصغير في متجر المثلجات. ولكن يقوم غريغوري بأختطاف تونا، فتستعين هيذر بمساعدة شقيق تونا الأكبر يعقوب للتحقيق في المكان، ولكن عندها يقوم غريغوري بقتل يعقوب وصديقته، ويبدأ بمطاردة وإخافة هيذر وجوني الذان يقومان بالهرب على الفور حول المكان، ولكن يقوم غريغوري بضربهما ويقعان فاقدان للوعي. يقوم بول الصغير بوضع فخ لغريغوري من خلال وضع صورة لملك الآيس كريم على وجهه، ما يتسبب بأستدراج غريغوري الذي يقوم بالسير نحو الفخ الذي يسحبه إلى خلاط المثلجات الرئيسي، يجتمع روجر وتونا مع أصدقائهم الذين يقولون أن بول الصغير قد أرسل للعلاج، تُظهر اللقطة الختامية الصغيرة بول جالسًا بمفرده في غرفة مظلمة وهو يخض دلوًا من الآيس كريم بصمت وهو يحدق بغريغوري.

## أشتقاقات من الفيلم
أشتقت لعبة رجل الايسكريم من الفيلم حيث أن شخصية رود سوليفان تشبه كثيرا شخصية غريغوري ثيودور.

## وصلات خارجية
- مقالات تستعمل روابط فنية بلا صلة مع ويكي بيانات